# Olympische Sommerspiele 1988/Teilnehmer (Angola)
| Gelbes Symbol für Goldmedaillen mit stilisierten Olympischen Ringen | Graues Symbol für Silbermedaillen mit stilisierten Olympischen Ringen | Braundes Symbol für Bronzemedaillen mit stilisierten Olympischen Ringen |
| ------------------------------------------------------------------- | --------------------------------------------------------------------- | ----------------------------------------------------------------------- |
| —                                                                   | —                                                                     | —                                                                       |

Angola nahm an den Olympischen Sommerspielen 1988 in Seoul, Südkorea, mit einer Delegation von 24 Sportlern (19 Männer und fünf Frauen) teil.

## Teilnehmer nach Sportarten

### Boxen
- Manuel Gomes
Bantamgewicht: 33. Platz

- Adão N’Zuzi
Weltergewicht: 33. Platz

- Apolinário de Silveira
Halbmittelgewicht: 9. Platz

### Judo
- Abraão Bartolomeu Dias
Superleichtgewicht: 20. Platz

- Luis Fortunato
Halbleichtgewicht: 20. Platz

- Lotuala N’Dombassy
Leichtgewicht: 9. Platz

- Ricardo José Boy
Halbmittelgewicht: 20. Platz

- José António Inácio
Mittelgewicht: 19. Platz

- Moisés Torres
Halbschwergewicht: 12. Platz

- Helder de Carvalho
Schwergewicht: 13. Platz

### Leichtathletik
- Arménio Fernandes
100 Meter: Vorläufe
200 Meter: Vorläufe

- João N’Tyamba
800 Meter: Vorläufe

- Eugénio Katombi
1500 Meter: Vorläufe

- João Carvalho
Marathon: 74. Platz

- António dos Santos
Dreisprung: In der Qualifikation ausgeschieden

- Guilhermina da Cruz
Frauen, 100 Meter: Vorläufe
Frauen, 200 Meter: Vorläufe

### Schwimmen
- Pedro Lima
50 Meter Freistil: Vorläufe
100 Meter Freistil: 62. Platz
100 Meter Schmetterling: 42. Platz

- Gaspar Fragata
100 Meter Brust: 59. Platz

- Vivaldo Fernandes
100 Meter Brust: 61. Platz

- Jorge Gomes
100 Meter Schmetterling: 51. Platz

- Elsa Freire
Frauen, 50 Meter Freistil: 47. Platz
Frauen, 100 Meter Freistil: 55. Platz
Frauen, 100 Meter Rücken: 39. Platz
Frauen, 100 Meter Schmetterling: 39. Platz
- Ana Martins
Frauen, 50 Meter Freistil: 49. Platz
Frauen, 100 Meter Brust: 41. Platz

- Carla Fernandes
Frauen, 100 Meter Freistil: 57. Platz
Frauen, 100 Meter Rücken: 41. Platz

- Nádia Cruz
Frauen, 100 Meter Brust: 42. Platz